# Козівська сільська рада (Тернопільський район)
Козі́вська сільська́ ра́да — адміністративно-територіальна одиниця та орган місцевого самоврядування в Тернопільському районі Тернопільської області. Адміністративний центр — село Козівка.

## Загальні відомості
Козівська сільська рада утворена в 1939 році.
- Територія ради: 21,84 км²
- Населення ради: 790 осіб (станом на 2001 рік)
- Територією ради протікає річка Сорока

## Населені пункти
Сільській раді були підпорядковані населені пункти:
- с. Козівка

## Населення
За переписом населення України 2001 року в селі мешкало 786 осіб.

### Мова
Розподіл населення за рідною мовою за даними перепису 2001 року:
| Мова       | Відсоток |
| ---------- | -------- |
| українська | 99,75 %  |
| польська   | 0,13 %   |
| російська  | 0,13 %   |

## Склад ради
Рада складалася з 15 депутатів та голови.
- Голова ради: Вовчанський Ігор Степанович

### Керівний склад попередніх скликань
| Прізвище, ім'я, по батькові | Основні відомості                                                 | Дата обрання | Дата звільнення |
| --------------------------- | ----------------------------------------------------------------- | ------------ | --------------- |
| Вовчанський Ігор Степанович | Сільський голова, 1968 року народження, освіта вища               | 26.03.2006   | 31.10.2010      |
| Вовчанський Ігор Степанович | Сільський голова, 1968 року народження, освіта вища, безпартійний | 31.10.2010   |                 |

Примітка: таблиця складена за даними сайту Верховної Ради України

### Депутати
За результатами місцевих виборів 2010 року депутатами ради стали:

#### За суб'єктами висування
| Суб'єкт висування                                       | Кількість обраних депутатів | %    |
| ------------------------------------------------------- | --------------------------- | ---- |
| Самовисування                                           | 13                          | 86,7 |
| Політична партія Всеукраїнське об'єднання «Батьківщина» | 2                           | 13,3 |

#### За округами
| № округу                                                | Прізвище, ім'я, по батькові    | Дата визнання обраним | Освіта             | Партійна приналежність                        | Відомості про обраного депутата                               |
| ------------------------------------------------------- | ------------------------------ | --------------------- | ------------------ | --------------------------------------------- | ------------------------------------------------------------- |
| Політична партія Всеукраїнське об'єднання «Батьківщина» |                                |                       |                    |                                               |                                                               |
| 7                                                       | Копит Ганна Михайлівна         | 31.10.2010            | вища               | член Всеукраїнського об'єднання «Батьківщина» | тимчасово не працює                                           |
| 14                                                      | Бунт Андрій Михайлович         | 31.10.2010            | середня            | член Всеукраїнського об'єднання «Батьківщина» | ТНЕУ, студент                                                 |
| Самовисування                                           |                                |                       |                    |                                               |                                                               |
| 1                                                       | Вальків Ганна Михайлівна       | 31.10.2010            | середня спеціальна | позапартійна                                  | Сільська Рада с. Козівка, землевпорядник                      |
| 2                                                       | Чайка Тарас Іванович           | 28.05.2012            | середня            | позапартійний                                 | студент                                                       |
| 3                                                       | Боднарчук Віталій Васильович   | 31.10.2010            | середня спеціальна | позапартійний                                 | Технічний коледж, студент                                     |
| 4                                                       | Стасій Ганна Михайлівна        | 31.10.2010            | середня спеціальна | позапартійна                                  | тимчасово не працює                                           |
| 5                                                       | Щур Наталія Іванівна           | 31.10.2010            | вища               | позапартійна                                  | загальноосвітня школа с. Козівка, вчитель                     |
| 6                                                       | Гарбович Михайло Володимирович | 31.10.2010            | вища               | позапартійний                                 | загальноосвітня школа с. Козівка, майстер по ремонту будівель |
| 8                                                       | Гевко Максим Юрійович          | 31.10.2010            | середня            | позапартійний                                 | ТНПУ, студент                                                 |
| 9                                                       | Стенчишин Олег Йосипович       | 31.10.2010            | вища               | позапартійний                                 | тимчасово не працює                                           |
| 10                                                      | Лотоцький Андрій Михайлович    | 31.10.2010            | середня            | позапартійний                                 | ТВПУ № 4, студент                                             |
| 11                                                      | Юринець Михайло Богданович     | 31.10.2010            | середня спеціальна | позапартійний                                 | тимчасово не працює                                           |
| 12                                                      | Потіха Марія Михайлівна        | 31.10.2010            | середня спеціальна | позапартійна                                  | Будинок культури, художній керівник                           |
| 13                                                      | Флінта Мар'ян Ростиславович    | 31.10.2010            | середня спеціальна | позапартійний                                 | тимчасово не працює                                           |
| 15                                                      | Дацик Ганна Василівна          | 31.10.2010            | середня спеціальна | позапартійна                                  | Магазин, продавець                                            |